# Alphabet lituanien
Le lituanien utilise l’alphabet latin modifié comprenant 32 lettres. Le classement alphabétique est le même que celui de l'alphabet français à l'exception du « Y » qui se place entre « Į » (i ogonek) et « J ». Les lettres diacritées suivent la lettre dont elles dérivent.
| A | Ą | B | C | Č | D | E | Ę | Ė | F | G | H | I | Į | Y | J | K | L | M | N | O | P | R | S | Š | T | U | Ų | Ū | V | Z | Ž |
| a | ą | b | c | č | d | e | ę | ė | f | g | h | i | į | y | j | k | l | m | n | o | p | r | s | š | t | u | ų | ū | v | z | ž |

Les accents aigus et graves ainsi que les macrons et tildes peuvent être utilisés pour marquer l'accent tonique et la longueur (voir l'article accentuation du lituanien).
Ils ne sont cependant la plupart du temps, pas notés sauf dans les dictionnaires.

## Voyelles
Le lituanien a 12 voyelles écrites. En plus des lettres latines standard, l'ogonek « ˛ » (du polonais « petite queue »), appelé nosinė en lituanien, s'attache aux quatre voyelles brèves fondamentales du lituanien (a, e, i, u) :
- Ą, ą
- Ę, ę
- Į, į
- Ų, ų

Ces lettres étaient autrefois des voyelles nasales, dont la nasalité s'est aujourd'hui perdue au profit d'un allongement.
On peut donc considérer ces nasales historiques comme des voyelles longues récentes, par opposition aux voyelles longues historiques o, ė, y, ū. Le į et le ų se confondent respectivement dans la prononciation avec les voyelles longues y et ū, tandis que le ą et le ę sont distincts des voyelles longues non nasales o et ė, plus fermées.
| Majuscule | A    | Ą  | E    | Ę  | Ė  | I | Į  | Y  | O    | U | Ų  | Ū  |
| Minuscule | a    | ą  | e    | ę  | ė  | i | į  | y  | o    | u | ų  | ū  |
| IPA       | ɐ ɐː | ɐː | æ æː | æː | eː | i | iː | iː | oː o | u | uː | uː |

## Consonnes
Le lituanien utilise 20 lettres de consonnes de l'alphabet latin. 
| Majuscule | B | C  | Č  | D | F | G | H | J | K | L | M | N | P | R | S | Š | T | V | Z | Ž |
| Minuscule | b | c  | č  | d | f | g | h | j | k | l | m | n | p | r | s | š | t | v | z | ž |
| IPA       | b | ts | tʃ | d | f | g | ɣ | j | k | l | m | n | p | r | s | ʃ | t | ʋ | z | ʒ |

Les digrammes sont aussi utilisés mais sont considérés comme des séquences de deux lettres. Le digramme « ch » représente une consonne fricative vélaire sourde, alors que les autres correspondent simplement aux lettres qui les composent.
Les lettres Q, W et X sont utilisées uniquement pour l'écriture de mots étrangers.